# باتريك روبرتسون
باتريك روبرتسون (بالإنجليزية: Patrick Robertson)‏ (18 أبريل 1986 بسافانا في الولايات المتحدة - ) هو لاعب كرة قدم أمريكي في مركز الدفاع. لعب مع خوان أوريتش وPuerto Rico Islanders ‏ وBayamón Fútbol Club ‏ وChicago Fire U-23 ‏ وأتلانتا سيلفرباكس ونادي بان.

## وصلات خارجية
- باتريك روبرتسون على موقع قاعدة بيانات كرة القدم.إي يو (الإنجليزية)